# Az ablakomon át
Az ablakomon át (eredeti cím: A través de mi ventana, angolul: Through My Window) 2022-ben bemutatott spanyol romantikus film, amelynek rendezője Marçal Forés, forgatókönyvírója Ariana Godoy és Eduard Sola. A főbb szerepekben Julio Peña, Clara Galle és Pilar Castro látható. A film Ariana Godoy venezuelai írónő azonos című regényének adaptációja, amely eredetileg a Wattpadon jelent meg.
A filmet 2022. február 4-én mutatta be a Netflix.

## Rövid történet
Raquel hosszú ideje tartó szerelme szomszédja iránt többre fordul, amikor a férfi a családja tiltakozása ellenére érzéseket kezd táplálni iránta.

## Szereplők
| Szerep           | Színész            | Magyar hang        |
| ---------------- | ------------------ | ------------------ |
| Raquel Mendoza   | Clara Galle        | Staub Viktória     |
| Ares Hidalgo     | Julio Peña         | Dékány Barnabás    |
| Yoshi            | Guillermo Lasheras | Dér Zsolt          |
| Daniela          | Natalia Azahara    | Ladányi Júlia      |
| Apolo Hidalgo    | Hugo Arbués        | Kretz Boldizsár    |
| Artemis Hidalgo  | Eric Masip         | Sándor Péter       |
| Claudia Martinez | Emilia Lazo        | Botos Éva          |
| Tere             | Pilar Castro       | Bognár Anna        |
| Juan Hidalgo     | Abel Folk          | Rátóti Zoltán      |
| Sofía Hidalgo    | Rachel Lascar      | Nagy-Kálózy Eszter |
| Sammy            | Lucía de la Puerta | Terdik Sára        |
| Marcos           | Marià Casals       | Timon Barna        |

## A film készítése
Ariana Godoy szerző 2016-ban kezdte el írni a film alapjául szolgáló regényt a Wattpad online olvasási platformon. A történet sikere után, amely több mint 250 millió megtekintést eredményezett a platformon, több ország kiadója felkérte az írót, hogy adja ki a regényt filmként, amelyet Spanyolországban az Alfaguara kiadó forgalmazott. 2021 áprilisában a Netflix Video on Demand szolgáltató bejelentette, hogy a filmet Spanyolországban gyártják, hogy világszerte megjelenhessen a platformon keresztül.
A forgatás 2021. március 14-én kezdődött Barcelonában, és 2021. április 30-án fejeződött be.
2021 szeptemberében, a Netflix globális rendezvényén, a TUDUM-on keresztül kiderült, hogy a film bemutatója 2022. február 4-re esik. A film premierjét február 2-án, két nappal a hivatalos bemutató előtt tartották a Callao Cinemasban, ahol a film sztárjai mellett olyan hírességek is részt vettek a fotózáson, mint Sebastián Yatra kolumbiai énekes, Mina El Hammani színésznő és Alfred García énekes.